# Communauté de communes Villers-Cotterêts - Forêt de Retz
La communauté de communes Villers-Cotterêts - Forêt de Retz est une ancienne structure intercommunale française, située dans le département de l'Aisne.

## Historique
La communauté de communes est créée par arrêté préfectoral le 21 décembre 1999.
Au regroupement de seize communes à l'origine viennent s'ajouter :
- Coyolles, le 1er janvier 2009.
- Haramont au 1er janvier 2013[1].

Par l'arrêté préfectoral n°2016-1079 du 15 décembre 2016, la communauté de communes Villers-Cotterêts - Forêt de Retz est dissoute le 31 décembre 2016 pour fusionner le 1er janvier 2017 avec la communauté de communes du Pays de la Vallée de l'Aisne et l'intégration de douze communes de la communauté de communes de l'Ourcq et du Clignon (Ancienville, Chouy, Dammard, La Ferté-Milon, Macogny, Marizy-Sainte-Geneviève, Marizy-Saint-Mard, Monnes, Noroy-sur-Ourcq, Passy-en-Valois, Silly-la-Poterie et Troësnes) afin de former la communauté de communes de Retz-en-Valois.

## Composition
Elle était composée au 1er janvier 2014 des dix-huit communes suivantes :
| Nom                       | Code Insee | Gentilé               | Superficie (km2) | Population (dernière pop. légale) | Densité (hab./km2) |
| ------------------------- | ---------- | --------------------- | ---------------- | --------------------------------- | ------------------ |
| Villers-Cotterêts (siège) | 02810      | Cotteréziens          | 41,71            | 10 892 (2014)                     | 261                |
| Corcy                     | 02216      | Corcyacois            | 7,25             | 316 (2014)                        | 44                 |
| Coyolles                  | 02232      | Coyollais             | 24,55            | 362 (2014)                        | 15                 |
| Dampleux                  | 02259      | Damloupiens           | 8,19             | 404 (2014)                        | 49                 |
| Faverolles                | 02302      | Faverollais           | 13,79            | 309 (2014)                        | 22                 |
| Fleury                    | 02316      | Fleuryacois           | 6,51             | 137 (2014)                        | 21                 |
| Haramont                  | 02368      | Haramontois           | 12,24            | 583 (2014)                        | 48                 |
| Largny-sur-Automne        | 02410      | Lerniens ou Largniens | 9,53             | 252 (2014)                        | 26                 |
| Longpont                  | 02438      | Longipontains         | 10,94            | 275 (2014)                        | 25                 |
| Louâtre                   | 02441      | Louâtrais             | 11,02            | 207 (2014)                        | 19                 |
| Montgobert                | 02506      | Montgobertois         | 11,18            | 199 (2014)                        | 18                 |
| Oigny-en-Valois           | 02568      | Ogniaciens            | 11,88            | 148 (2014)                        | 12                 |
| Puiseux-en-Retz           | 02628      | Podiscains            | 9,88             | 216 (2014)                        | 22                 |
| Retheuil                  | 02644      | Retheuillois          | 14,87            | 382 (2014)                        | 26                 |
| Soucy                     | 02729      | Souciats              | 5,22             | 100 (2014)                        | 19                 |
| Taillefontaine            | 02734      | Taillefontainois      | 10,63            | 258 (2014)                        | 24                 |
| Villers-Hélon             | 02812      | Villers-Hélonais      | 8,07             | 226 (2014)                        | 28                 |
| Vivières                  | 02822      | Viviérois             | 13,96            | 409 (2014)                        | 29                 |

## Administration
La communauté est administrée par un conseil communautaire constitué de 46 délégués désignés par les communes membres.

### Liste des présidents
| Période                                  | Période          | Identité                 | Étiquette     | Qualité                                                                                  |
| ---------------------------------------- | ---------------- | ------------------------ | ------------- | ---------------------------------------------------------------------------------------- |
| Les données manquantes sont à compléter. |                  |                          |               |                                                                                          |
| 2001                                     | avril 2008       | Michel Laviolette        | DVD           | Ancien conseiller général de Villers-Cotterêts Conseiller municipal de Villers-Cotterêts |
| avril 2008                               | avril 2014       | Jean-Claude Pruski       | PS            | Maire de Villers-Cotterêts                                                               |
| avril 2014                               | 31 décembre 2016 | Alexandre de Montesquiou | UMP devenu LR | Maire de Montgobert                                                                      |

### Siège
9 rue Marx Dormoy, 02603 Villers-Cotterêts.

## Démographie
| 1968   | 1975   | 1982   | 1990   | 1999   | 2006   | 2011   | 2012   |
| ------ | ------ | ------ | ------ | ------ | ------ | ------ | ------ |
| 11 240 | 12 646 | 12 305 | 13 300 | 14 543 | 14 934 | 15 286 | 15 528 |